# Грабовець (Замостський повіт)
Грабовець (пол. Grabowiec) — село у Польщі, адміністративний центр гміни Грабовець Замойського повіту Люблінського воєводства. Колишнє місто.

## Історія

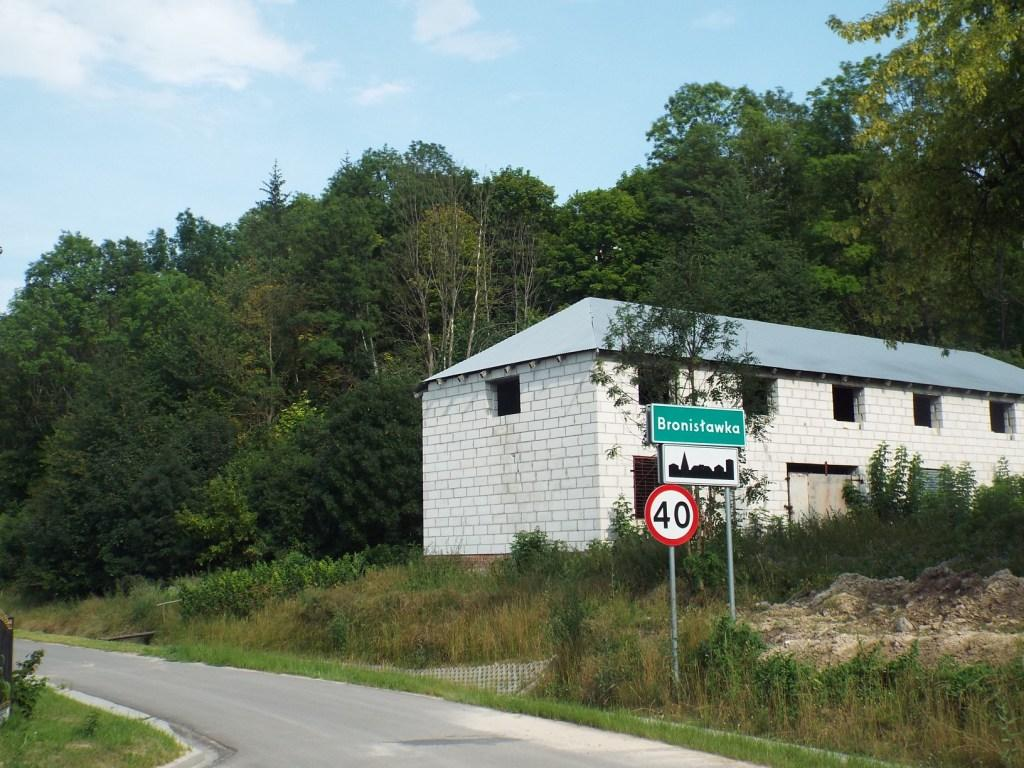
Давньоруське городище Брониславка на околиці Грабовця (Польща); згодом — замчище

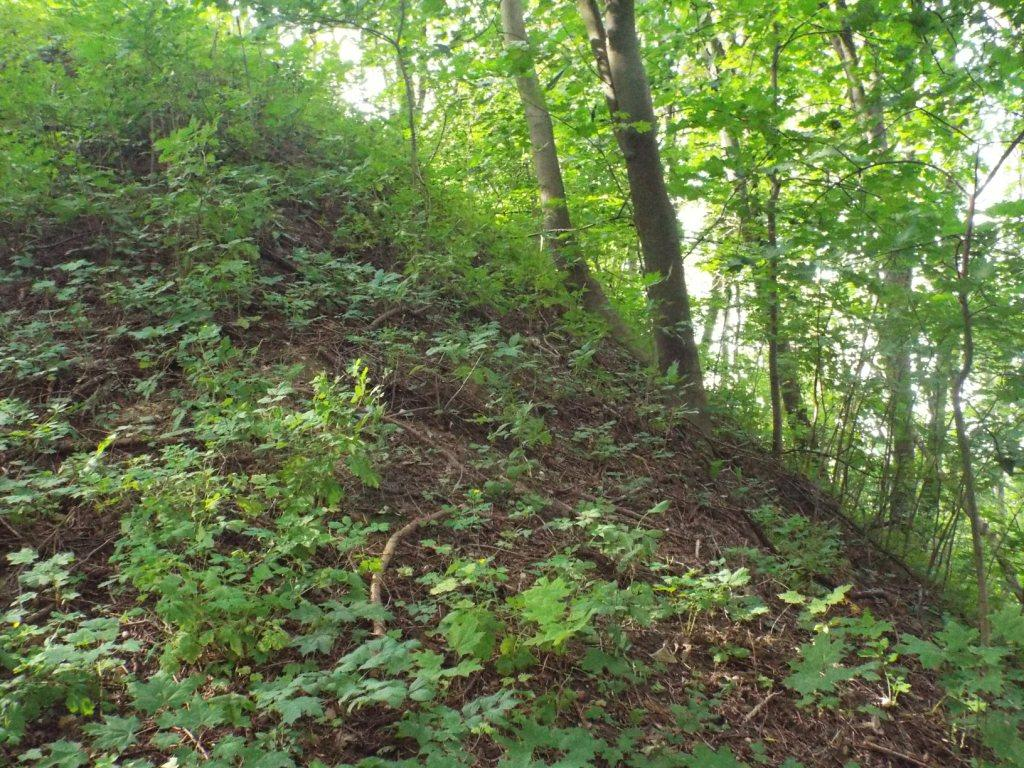
Давньоруське городище Брониславка на околиці Грабовця (Польща); згодом — замчище

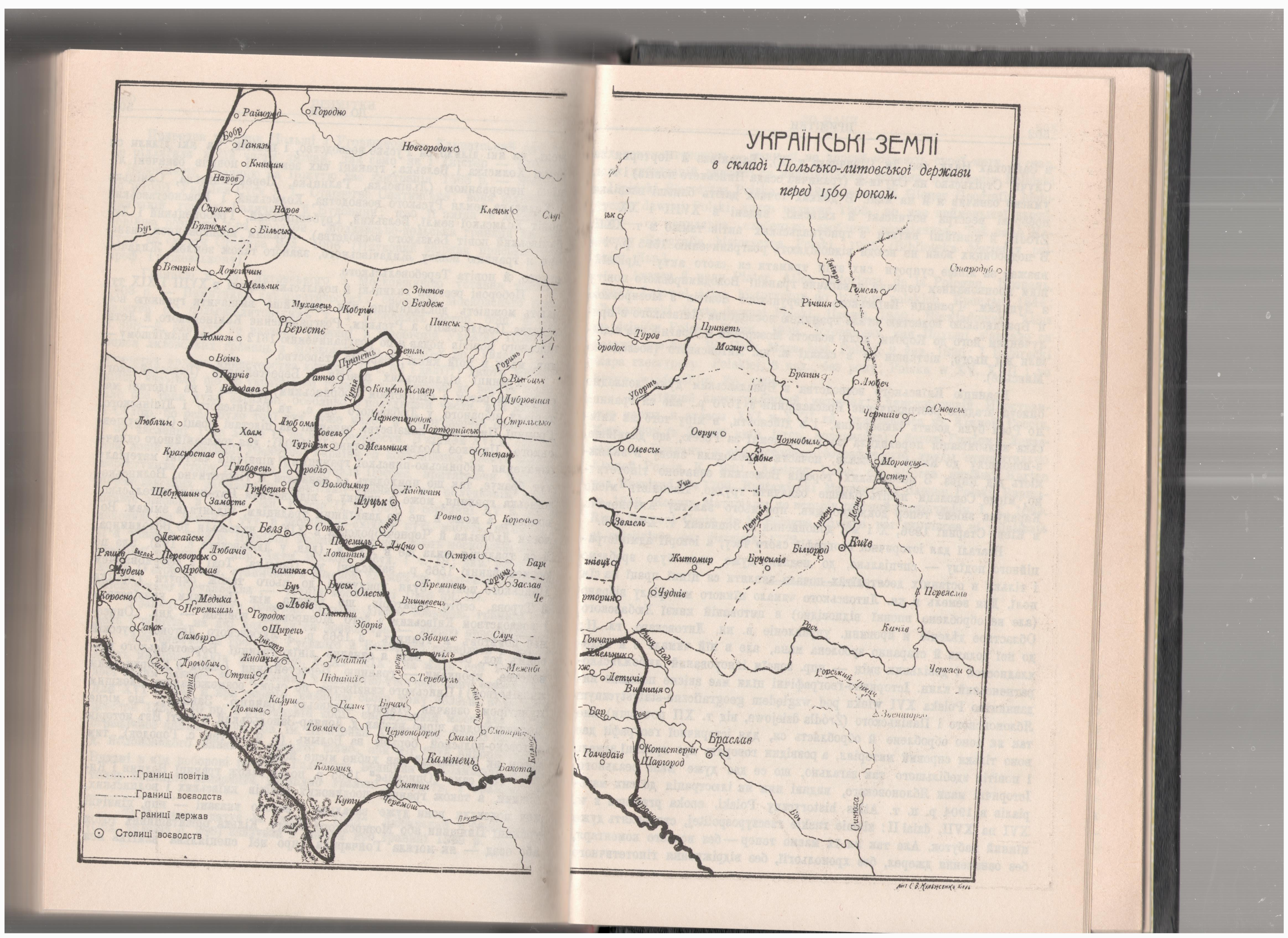
Грабовець на адміністративній мапі-схемі

Поселення вперше згадується у розповіді про русько-польську війну 1265—1266 рр.: «Далі Василько [Романович] попрямував до Тернави на снем. Коли він був у Грабовці. Прийшла до нього звістка, що поляки обман вчинили…Василько швидко пішов від Грабовця і прийшли вони до Червена». Це місто локалізується на східній околиці сучасного Грабовця — городищі Брониславка. Град лежав на р. Калинівка між Грубешевом і Щекаревом (Красноставом) на схід від лінії Орельськ-Червень. Тобто він не виступало за той західний рубіж, який встановився під час князювання Данила. У XIII ст. це було оборонне городище руських князів на торгівельному шляху з Володимира до Завихосту (польського кордону — див. Бастіони русько-польського прикордоння). Наразі могутні вали та рів городища на узвишші на околиці Грабовця поросли лісом. Звідси біля 30 км до Вепря — тогочасного кордону з Польщею. У випадку, якби сусід перейшов кордон, як у випадку з наведеним вище повідомленням 1265-66 рр.,  сили звідси встигли б його перехопити. З верхівки городища добре проглядається місцевість у колишнього кордону.
Князь Любарт-Дмитро згідно угоди з королем Казімежом ІІІ відступив Грабовець (також Городельський повіт) Королівству польському в 1366 році. Відрразу після цього Грабовець, який перебував у складі Белзької землі, набув ленним правом князь Юрій Наримунтович.
Імовірно, тут у XIV—XV ст. існувала православна церква, парафіяни якої після Берестейської унії прийняли унію разом з усією Холмщиною.
Тривалий час було центром повіту та староства.
У 1943—1944 роках польські шовіністи вбили в селі 14 українців.

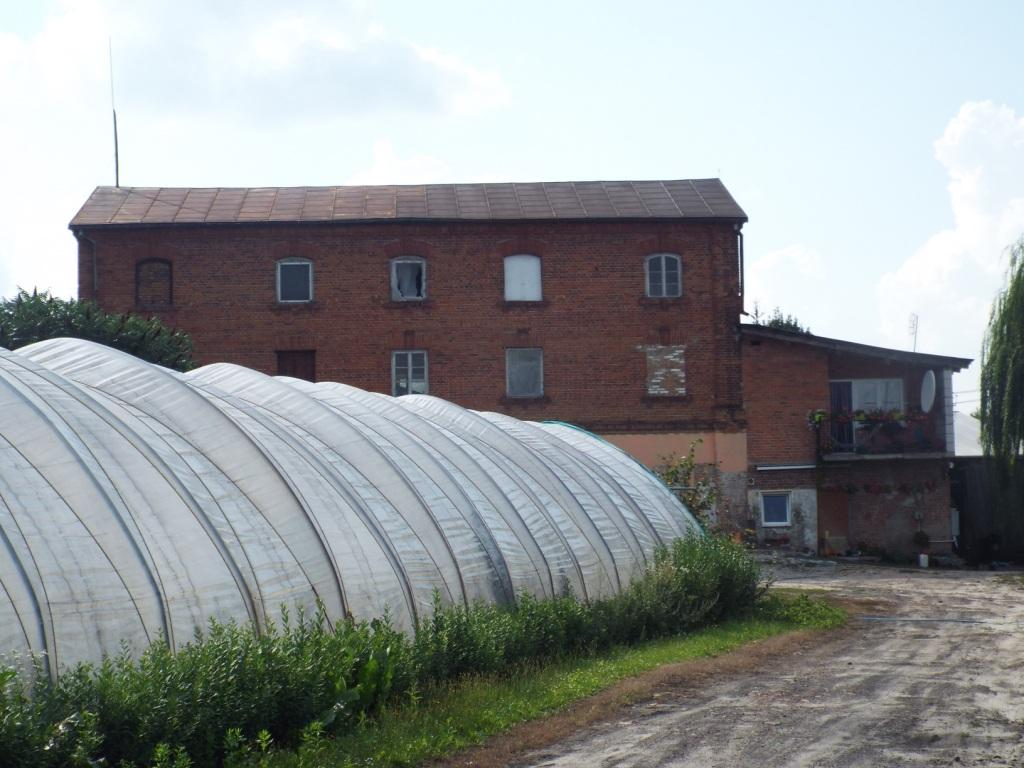
Млин у Грабовці. Поч. ХХ ст. Фото 2018 р.

## Пам'ятки
- Городище на г. Брониславка, де розташовувався даньоруський град, а пізніше замок[1]
- Костел святого Миколая
- Млин поч. ХХ ст.

## Відомі люди

### Народилися
- Григорій Клочек (нар. 1943) — український вчений-літературознавець та організатор освіти.

### Грабовецькі старости
Див. Категорія:Грабовецькі старости